# Nephrotoma suturalis
Nephrotoma suturalis är en tvåvingeart. Nephrotoma suturalis ingår i släktet Nephrotoma och familjen storharkrankar.

## Underarter
Arten delas in i följande underarter:
- N. s. wulpiana
- N. s. suturalis